# Piter de Vries
Piter De Vries je jeden z hrdinů knižní science fiction série Duna od spisovatele Franka Herberta. Rovněž vystupuje v sérii tří Předeher k Duně spisovatelské dvojice Brian Herbert a Kevin J. Anderson. Zmiňován je i v dalších knihách románového cyklu, především v knize Paul z Duny. 

## Osobnost
Piter De Vries byl mentatem (tj. lidským počítačem) rodu Harkonnenů. Byl však "křivým mentatem", tedy takovým, který postrádá morální zábrany a má pokřivenou představivost. Tito křiví mentati byli produktem Bene Tleilaxu; z románu však není jasné zda byli na Tleilaxu pouze cvičeni nebo pěstováni jako gholové (viz článek Bene Tleilax).
Byl osobním poručníkem barona Vladimira Harkonnena, kterému sloužil s velkým nadšením, ale baron ho pomalu přestával považovat za užitečného a hodlal jej brzy odstranit.
V knize je popisován jako nevysoký, štíhlý, s dravčími rysy; měl sladce melodický hlas. Jeho mozek sice fungoval skvěle a málokdy se ve svých úsudcích mýlil, byl však emočně labilní a sadistický — přitahovala ho smrt, krev a bolest, což se dobře doplňovalo s jeho assassinským výcvikem. Díky své závislosti na melanži měl zcela modré oči bez bělma.
Mezi jeho vynálezy patřil reziduální jed — jedovatá látka, kterou nelze odstranit z těla, která je však neškodná, dokud oběť požívá protilátku. Tímto způsobem si lze vynutit loajalitu oběti.  
Piter de Vries byl americký vydavatel a spisovatel — spekuluje se, že tato knižní postava byla pojmenována po něm.

## Předehry k Duně
Piter se už v Předehrách objevuje jako hlavní rádce a krutý pomocník barona Harkonnena. Na konci trilogie však Piter umírá rukou benegesseriťanky Gaius Heleny Mohiamové, z čehož je zřejmé, že Piter v Duně je pouhým klonem, možná dokonce už několikátým v pořadí.

## Duna
Zdá se, že Piter byl hlavním strůjcem harkonnenského plánu na přepadení planety Arrakis a zničení rodu Atreidů. Rovněž to byl on, kdo zlomil súkovské kodicionování doktora Yueha. Za tyto služby mu baron Harkonnen slíbil  lady Jessicu.
Po úspěšném útoku na Arrakis zavraždil Yueha a musel si vybrat, zda chce lady Jessicu a žít ve vyhnanství z Impéria, nebo se stát novým správcem Arrakis. Protože Piter miloval moc a Jessicu chtěl jen kvůli tomu, že představovala symbol moci, rozhodl se pro správcovství. Tím by se stal součástí plánu barona Harkonnena, který hodlal Pitera po jeho hrůzovládě nahradit svým synovcem Feydem-Rauthou, kterého by domorodé obyvatelstvo vítalo s otevřenou náručí.
Chvíli nato jej však zabil vévoda Leto Atreides jedovatým plynem. V pozici harkonennského mentata ho nahradil původně atreidský mentat Thufir Hawat, jako krutě vládnoucí správce, který měl být později odstraněn nastoupil „Bestie“ Glossu Rabban. Hawatovi byl do těla vpraven reziduální jed, takže nemohl Harkonnenům uniknout.

## Paul z Duny
V knize Paul z Duny během událostí, odehrávajících se po Duně, se dozvídáme, že Tleilaxané mají v zásobě ještě několik Piterových klonů, avšak kvůli jeho špatné pověsti v Impériu pro ně nemají už další využití a nechají je usmrtit.  

## Rozpor
Skutečnost, že Piter z Duny je pouhý klon, není v původním románu nikde zmíněna. Baron dokonce Piterovi vyčítá, že nesprávně odhadl, že se lady Jessice narodí dcera – pokud by ovšem Piter byl klonem, nemohl by si na narození Paula Atreida vůbec pamatovat. 

## Filmová zpracování
Ve filmu Duna z roku 1984 ztvárnil Pitera Brad Dourif, ve zpracování Duny z roku 2000 Jan Unger.